# Paulius Antanas Baltakis
Paulius Antanas Baltakis, OFM (* 1. Januar 1925 in Troškūnai; † 17. Mai 2019 in Kaunas) war ein litauischer Ordensgeistlicher und römisch-katholischer Auslandsbischof (Apostolischer Visitator) der Litauer. 

## Leben
Paulius Antanas Baltakis trat der Ordensgemeinschaft der Franziskaner (OFM) bei und empfing am 24. August 1952 die Priesterweihe.
Papst Johannes Paul II. ernannte ihn am 1. Juni 1984 zum Auslandsbischof der Litauer und Titularbischof von Egara. Der Apostolische Pro-Nuntius in den Vereinigten Staaten von Amerika, Erzbischof Pio Laghi, spendete ihm am 14. September desselben Jahres in Portland die Bischofsweihe; Mitkonsekratoren waren Edward Cornelius O’Leary, Bischof von Portland und Vincentas Brizgys, Weihbischof in Kaunas.